# Corinna annulipes
Corinna annulipes là một loài nhện trong họ Corinnidae.
Loài này thuộc chi Corinna. Corinna annulipes được Władysław Taczanowski miêu tả năm 1874.